# Leosthenes (Admiral)
Leosthenes (altgriechisch Λεωσθένης Leōsthénēs; † 361 v. Chr.) war ein Admiral der athenischen Flotte.
Ihm unterstand ein Schiffsverband, der im Jahre 361 v. Chr. im Gebiet der Kykladen gegen Alexander von Pherai vorging, mit dem Athen wegen dessen Vorgehen gegen die thessalischen Städte im Krieg lag. Alexander gelang gegen die athenische Flotte ein Überraschungsangriff, der diese 5 Triremen und 600 Mann kostete. Leosthenes überlebte die Schlacht, wurde aber von den Athenern wegen dieser Niederlage zum Tode verurteilt und hingerichtet.
| Personendaten    | Personendaten                                      |
| ---------------- | -------------------------------------------------- |
| NAME             | Leosthenes                                         |
| KURZBESCHREIBUNG | griechischer Admiral                               |
| GEBURTSDATUM     | 5. Jahrhundert v. Chr. oder 4. Jahrhundert v. Chr. |
| STERBEDATUM      | 361 v. Chr.                                        |